# L'Épine, Marne

L'Épine este o comună în departamentul Marne, Franța. În 2009 avea o populație de 635 de locuitori.